# 藤原邦章
藤原 邦章（ふじわら くにあき、1959年10月15日 - ）は、大阪府出身の俳優、演出家。エール所属。

## 出演作品

### 映画
- 天平の甍（1980年）
- 草原の椅子（2013年）
- モンキー・ビジネス

### テレビ
- 仮面ライダーW 第25話（2010年）- 多摩千太 役
- 黄金の豚-会計検査庁 特別調査課-（2010年）
- パパドル! 第3話（2012年）
- GTO（2012年）
- 相棒
  - Season12 第1話（2013年） - 記者 役
  - Season14 第14話（2016年） - 桧山 役
- 99.9-刑事専門弁護士- 第2話（2016年） - ホームレス 役

### 舞台
- 新ハムレット

### オリジナルビデオ
- 帰ってきた天装戦隊ゴセイジャー last epic（2011年） - 店長 役

### その他
- ファースト・フィナーレ - 演出